# Вилароманяно
Вилароманя̀но (на италиански: Villaromagnano; на пиемонтски: la Vilèta, ла Вилета) е село и община в Северна Италия, провинция Алесандрия, регион Пиемонт. Разположено е на 170 m надморска височина. Населението на общината е 730 души (към 2010 г.).